# Англо-зулуска война
Англо-зулуската война е колониална война между британците и зулусите през 1879 г.
След успешното въвеждане на федерация в Канада от лорд Карнарвън е счетено, че подобно политическо усилие, наред с военни кампании, може да успее в африканските кралства, племенни области и бурските републики в Южна Африка.
През 1874 г. сър Хенри Бартъл Фрер е изпратен в Южна Африка като висш комисар на Британската империя, за да реализира тези планове. Сред пречките са независимите държави Южноафриканската република и кралство Зулуланд с неговата армия. Фрер, по своя собствена инициатива, без одобрението на британското правителство и с намерение да провокира война със зулусите, представя ултиматум на 11 декември 1878 г. на зулуския крал Кечуайо, който зулуският крал не може да приеме. Фрер тогава изпраща лорд Челмсфорд да нахлуе в Зулуланд.
Войната е значима с няколко особено кървави битки, включително първа победа на зулусите в битката при Исандлуана, както и с това че е решителен момент в хронологията на империализма в региона. Войната в крайна сметка води до британска победа и края на зулуската независимост.